# Querido Verlag

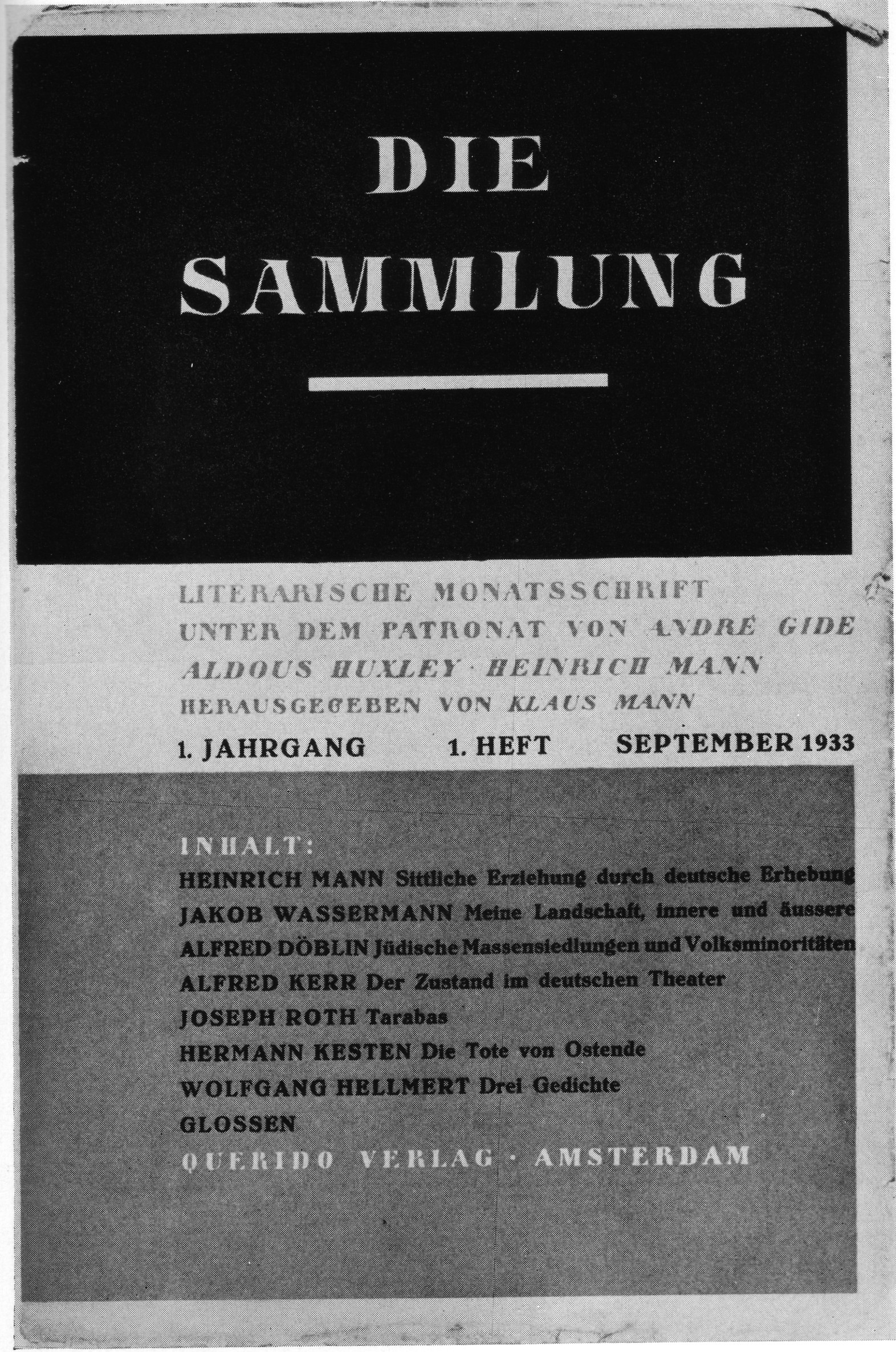
Die Sammlung, septembre 1933, revue fondée par Klaus Mann et soutenue par des auteurs tels qu'André Gide et Aldous Huxley.

Querido Verlag est une ancienne maison d'édition germanophone basée à Amsterdam et fondée en 1933 par Fritz Helmut Landshoff (de) et Emanuel Querido (nl). Elle publia des auteurs anti-nazis et interdits en Allemagne comme Alfred Döblin, Lion Feuchtwanger, Heinrich et Klaus Mann, Joseph Roth et Anna Seghers.

## Auteurs publiés
- Theodor W. Adorno
- Vicki Baum
- Bernard von Brentano
- Alfred Döblin
- Albert Einstein
- Lion Feuchtwanger
- Bruno Frank
- Leonhard Frank
- Alexander Moritz Frey
- Anna Gmeyner
- Oskar Maria Graf
- Thomas Theodor Heine
- Fritz Heymann (de)
- Max Horkheimer
- Heinrich Eduard Jacob
- Georg Kaiser
- Marta Karlweis
- Hans Keilson
- Kurt Kersten (de)
- Hermann Kesten
- Irmgard Keun
- Annette Kolb
- Emil Ludwig
- Erika Mann
- Heinrich Mann
- Klaus Mann
- Thomas Mann
- Valeriu Marcu
- Ludwig Marcuse
- Robert Neumann
- Rudolf Olden
- Erich Maria Remarque
- Gustav Regler
- Joseph Roth
- Arthur Schnitzler
- Leopold Schwarzschild
- Anna Seghers
- Wilhelm Speyer
- Ernst Toller
- Jakob Wassermann
- Alfred Wolfenstein
- Arnold Zweig

## Source de la traduction
- (de) Cet article est partiellement ou en totalité issu de l’article de Wikipédia en allemand intitulé « Querido Verlag » (voir la liste des auteurs).